# Hårig blombock
Hårig blombock (Etorofus pubescens) är en skalbaggsart som först beskrevs av Fabricius 1787.  I den svenska databasen Dyntaxa används istället namnet Pedostrangalia pubescens. Enligt Catalogue of Life ingår hårig blombock i släktet Etorofus och familjen långhorningar, men enligt Dyntaxa är tillhörigheten istället släktet Pedostrangalia och familjen långhorningar.
Artens utbredningsområde är:
- Frankrike.
- Ukraina.

Enligt den svenska rödlistan är arten sårbar i Sverige. Arten förekommer på Gotland, Götaland och Svealand. Artens livsmiljö är skogslandskap. Inga underarter finns listade i Catalogue of Life.

## Bildgalleri

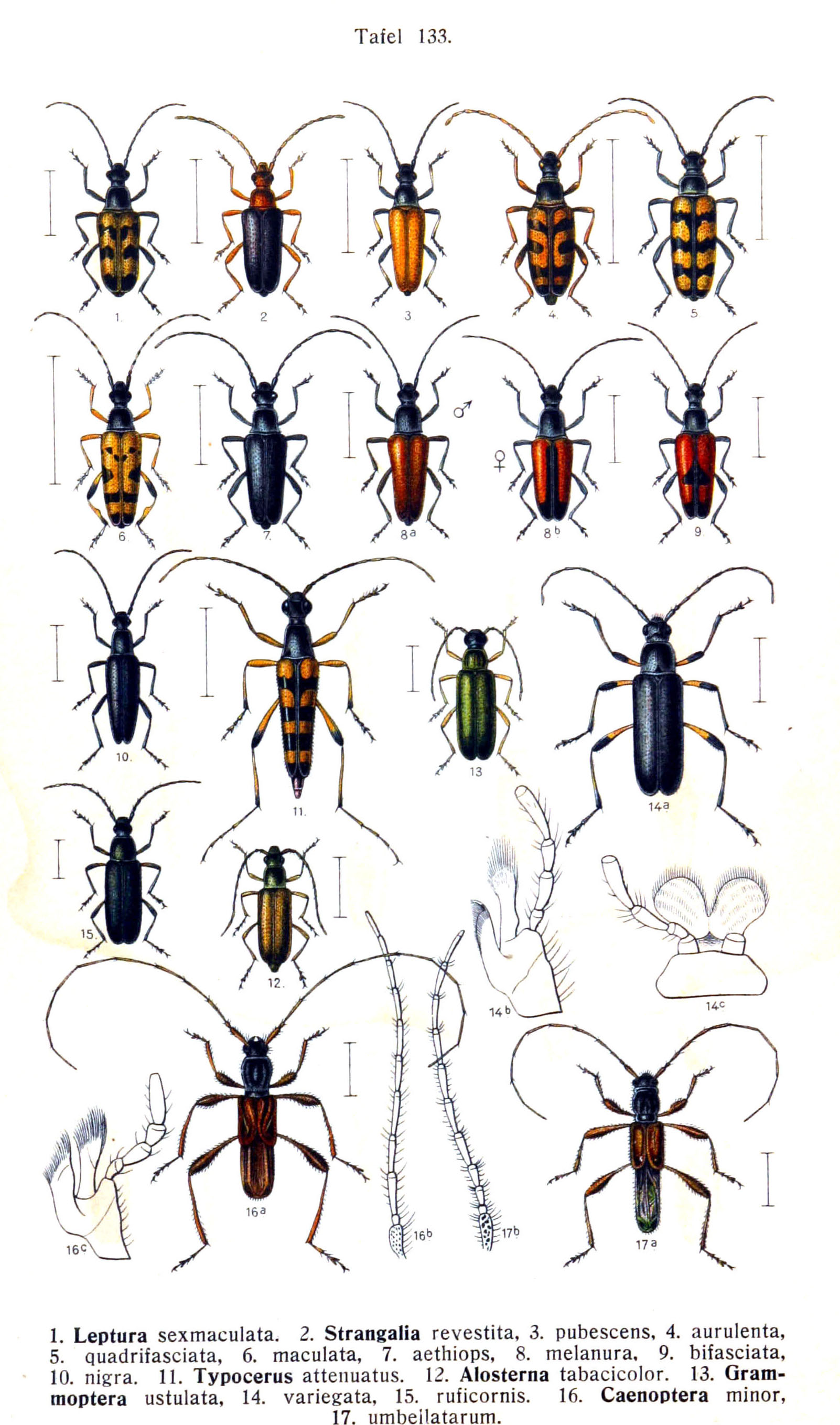